# Yes, Chef!
Yes, Chef! (auch Boiling Point – Köche am Limit, Originaltitel: Boiling Point) ist ein Thriller von Philip Barantini, der im August 2021 beim Karlovy Vary International Film Festival seine Premiere feierte und im Januar 2022 in die Kinos im Vereinigten Königreich kam.

## Handlung
Andy Jones, der Inhaber und Chefkoch des Londoner Luxusrestaurants „Jones & Sons“, ist an diesem Tag schon gestresst, bevor er überhaupt seine Arbeit beginnt. Sie befinden sich in der Weihnachtszeit, und alle Tische sind überbucht. Als er erfährt, dass die Gesundheitsbehörde die Küche von fünf auf drei Sterne herabstuft, steigt die Belastung weiter. Zudem hat Andy vergessen, eine Fleischbestellung aufzugeben und den teuren Fisch ordnungsgemäß vorzubereiten. Zu alledem kommt sein ehemaliger Partner Alastair Skye unangekündigt mit der Restauranttesterin Sara Southworth an seiner Seite ins Restaurant.

## Produktion

### Filmstab und Besetzung
Regie führte Philip Barantini, der gemeinsam mit James Cummings auch das Drehbuch schrieb. Es handelt sich bei Yes, Chef! um eine Fortführung von Barantinis BIFA-nominiertem Kurzfilm Boiling Point. Er arbeitete 22 Jahre lang in London als Schauspieler und arbeitete dort auch in verschiedenen Küchen, um etwas zusätzliches Geld hinzuzuverdienen. Viele Dinge, die im Film gezeigt werden, hatte er während dieser Zeit selbst miterlebt.
Stephen Graham spielt den Chefkoch und Inhaber des „Jones & Sons“ Andy Jones, Jason Flemyng seinen ehemaligen Kollegen Alastair Skye und Lourdes Faberes die Restaurantkritikerin Sara Southworth, mit der er ins „Jones & Sons“ kommt.
Vinette Robinson spielt die Sous-Chefin Carly, Alice Feetham die Restaurantleiterin Beth. Lauryn Ajufo spielt die junge schwarze Kellnerin Andrea, Áine Rose Daly deren weiße Kollegin Robyn und Thomas Coombes den Hygieneinspektor Mr. Lovejoy. Ray Panthaki, bekannt für seine Rolle in Marcella, spielt Freeman, einen der Köche des „Jones & Sons“.

### Synchronisation
Die deutsche Synchronisation entstand nach einem Dialogbuch von Benjamin Teichmann und der Dialogregie von Thomas Wolf im Auftrag der Think Global Media GmbH in Düsseldorf.
| Darsteller        | Synchronsprecher       | Rolle           |
| ----------------- | ---------------------- | --------------- |
| Stephen Graham    | Olaf Reichmann         | Andy Jones      |
| Vinette Robinson  | Cathlen Gawlich        | Carly           |
| Alice May Feetham | Melanie Hinze          | Beth            |
| Jason Flemyng     | Marcus Off             | Alastair Skye   |
| Lourdes Faberes   | Heide Domanowski       | Sara Southworth |
| Thomas Coombes    | Peter Lontzek          | Allen Lovejoy   |
| Lauryn Ajufo      | Marie Hinze            | Andrea          |
| Taz Skylar        | Vincent Fallow         | Billy           |
| Izuka Hoyle       | Jessica Walther-Gabory | Camille         |
| Gary Lamont       | Roland Wolf            | Dean            |
| Hannah Walters    | Almut Zydra            | Emily           |
| Robbie O'Neill    | Felix Spieß            | Frank           |
| Ray Panthaki      | Jaron Löwenberg        | Freeman         |
| Daniel Larkai     | Roman Wolko            | Jake            |
| Stephen McMillan  | Carlos Fanselow        | Jamie           |
| Rob Parker        | Sven Brieger           | Kevin           |
| Kimesha Campbell  | Maria Burghardt        | Lola            |

### Dreharbeiten
Der Film wurde in einer einzigen Plansequenz, einer einzigen zusammenhängenden Szene, gedreht, wie beispielsweise Victoria von Sebastian Schipper. Die Dreharbeiten wurden im März 2020 begonnen. Gedreht wurde im Restaurant „Jones & Sons“ in der Gillett Street in East London im Stadtteil Dalston. Sie hatten sich für dieses Restaurant entschieden, da Barantini dort selbst als Koch arbeitete, weshalb er die Aufteilung des Ortes nach seinen Aussagen wie seine Westentasche kannte. Insgesamt drehten sie alles komplett dreimal, bis der Regisseur mit dem Ergebnis zufrieden war. Als Kameramann fungierte, wie bereits bei dem Kurzfilm, Matthew Lewis.

### Veröffentlichung
Die Premiere erfolgte am 23. August 2021 beim Karlovy Vary International Film Festival. Ab 26. September 2021 wurde er beim Zurich Film Festival und ab 11. Oktober 2021 beim London Film Festival gezeigt. Am 19. November 2021 kam er in ausgewählte US-Kinos und wurde dort am 23. November 2021 als Video-on-Demand veröffentlicht. Am 7. Januar 2022 kam er in die Kinos im Vereinigten Königreich. Ende März, Anfang April 2022 wurde er beim Vilnius International Film Festival gezeigt. Der Kinostart in der Deutschschweiz erfolgte am 4. August 2022. In Deutschland erschien Yes, Chef! am 18. April 2024 digital und 25. April 2024 auf DVD und Blu-ray im Verleih von Plaion.

## Fortsetzung
Zusammen mit dem Hauptdarsteller Stephen Graham produzierten Philip Barantini und James Cummings eine vierteilige Mini-TV-Serie unter dem Namen Boiling Point, welche 2023 bei BBC One ausgestrahlt wurde. Die Serie setzt die Geschichte des Filmes fort.

## Rezeption

### Kritiken

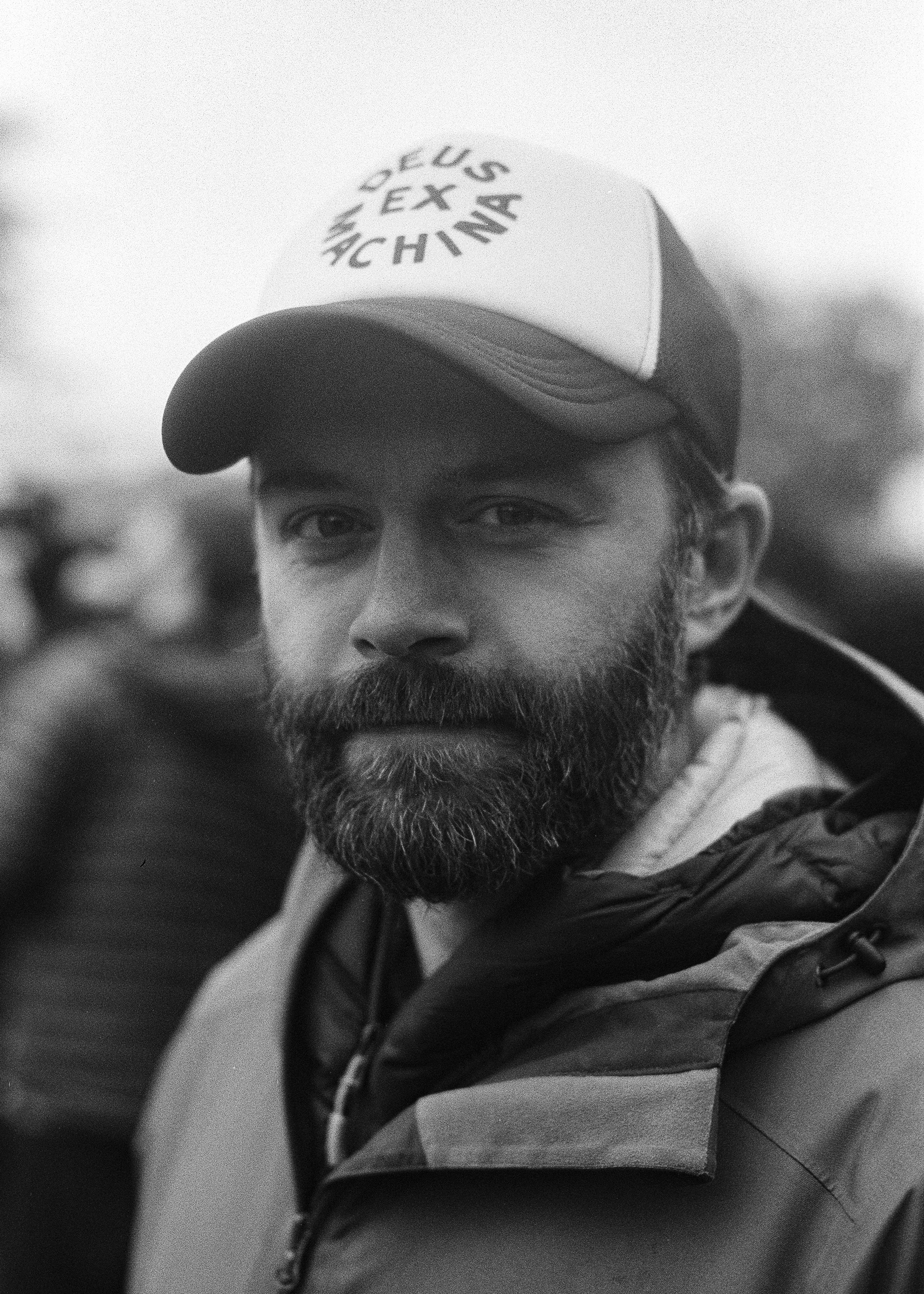
Regisseur Philip Barantini

Der Film wurde von 99 Prozent aller bei Rotten Tomatoes erfassten Kritiker positiv bewertet und erhielt 7,9 von möglichen 10 Punkten, womit er aus den 22. Annual Golden Tomato Awards als Drittplatzierter in der Kategorie Thriller Movies der Filme des Jahres 2021 hervorging. Bei Metacritic erhielt der Film einen Metascore von 73 von 100 möglichen Punkten.
Gary Goldstein spricht in der Los Angeles Times Kameramann Matthew Lewis und seinem Team ein großes Lob dafür aus, wie sie dieses geschickt choreografierte Chaos, das sich um den Chefkoch und Inhaber Andy Jones herum abspielt, der sich wie ein wirbelnder Derwisch verhält und sich auf Schritt und Tritt mit immer neuen Problemen konfrontiert sieht, eingefangen haben. Auch von der schauspielerischen Seite her handele es sich um eine Teamleistung, und die naturalistischen Darsteller seien durchweg großartig.

### Auszeichnungen
BAFTA Scotland Awards 2022
- Nominierung als Beste Schauspielerin (Izuka Hoyle)[21]

British Academy Film Awards 2022
- Nominierung als Bester britischer Film
- Nominierung für die Beste Nachwuchsleistung (James Cumming und Hester Ruloff)
- Nominierung als Bester Hauptdarsteller (Stephen Graham)

British Independent Film Awards 2021
- Nominierung als Bester britischer Independent-Film (Philip Barantini, James Cummings, Bart Ruspoli und Hester Ruoff)
- Nominierung als Bester Hauptdarsteller (Stephen Graham)
- Nominierung als Bester Nebendarsteller (Ray Panthaki)
- Auszeichnung als Beste Nebendarstellerin (Vinette Robinson)
- Nominierung als Bester Newcomer (Lauryn Ajufo)
- Nominierung für die Beste Regie (Philip Barantini)
- Nominierung als Bester Nachwuchsproduzent (Hester Ruoff)
- Nominierung für die Beste Ausstattung (Aimee Meek)
- Auszeichnung für die Beste Kamera (Matthew Lewis)
- Auszeichnung für den Besten Ton (James Drake, Rob Entwistle und Kiff McManus)
- Auszeichnung für das Beste Casting (Carolyn McLeod)[22]

Göteborg International Film Festival 2022
- Nominierung im International Competition[23]

Internationales Filmfestival Karlovy Vary 2021
- Nominierung für den Kristallglobus (Philip Barantini)[24]

Zurich Film Festival 2021
- Nominierung für das Goldene Auge (Philip Barantini)[25]